# SunView
SunView (англ. Sun Visual Integrated Environment for Workstations, изначально SunTools) — оконная система, разработанная корпорацией Sun в начале 1980-х годов. Она была включена в SunOS; в отличие от последующих оконных систем, большая часть её была встроена в ядро. SunView применялась на рабочих станциях Sun, предоставляя интерактивную графическую среду для публикации документов, технических, медицинских и прочих программ.

## Приложения
SunView включала полный набор стандартных графических приложений, таких как программа чтения почты, календарь, текстовый редактор, часы, настройки графического интерфейса и меню. Идея включения этих программ в поставку с операционной системой была реализована в SunView раньше, чем в остальных оконных системах того времени.
Набор приложений из SunView позднее был портирован в X. Известный как набор инструментов DeskSet, он был одним из отличительных элементов оконной системы OpenWindows.
В рамках инициативы COSE было решено снова портировать программы из SunView, на этот раз в Motif. Таким образом, они стали частью CDE и долгое время являлись стандартным набором приложений у всех производителей открытых систем.

## Дальнейшее развитие
Предполагалось, что SunView будет заменена на NeWS, более сложную оконную систему, основанную на PostScript; однако, настоящим последователем стала X Window System.